# Hospital Regional de Irecê
O Hospital Regional de Irecê (HRI), oficialmente Hospital Regional de Irecê Dr. Mário Dourado Sobrinho, é um hospital brasileiro público do interior da Bahia. Localizado na praça Teodoro Sampaio, no centro de Irecê, a cerca de 476 quilômetros da capital, Salvador,, esta unidade hospitalar faz parte do Núcleo Regional de Saúde - Centro Norte do Estado da Bahia, atendendo à Lei n.º 13.204 de 11 de dezembro de 2014, onde as Diretorias Regionais de Saúde (DIRES) foram extintas e no seu lugar, foram criados os Núcleos Regionais de Saúde (NRS). É referência para as Microrregiões de Saúde de Irecê. O hospital possui serviços de urgência e emergência nas áreas de cirurgia geral, clínica médica, obstetrícia, ortopedia e traumatologia, cirurgia e traumatologia buco-maxilo-facial, neurocirurgia oncologia e pediatria.
O complexo é divido fisicamente em alas de emergência adulta (Salas Vermelha, Amarela, Verde) e pediátrica (Observação Pediátrica e Sala Vermelha Pediátrica), Clínicas (médica, cirúrgica, obstétrica, pediátrica), Centro Cirúrgico, Unidade de Terapia Intensiva Adulto e Neonatal, bioimagem, ambulatório, refeitório, manutenção, almoxarifado, lavanderia, farmácia central e administração. Possui serviços de apoio como: Núcleo Interno de Regulação-NIR, Serviços de Nutrição Dietética, Gestão de Leitos, Manutenção, Higienização, Psicologia, Fisioterapia, Serviço de Controle de Infecção Hospitalar-SCIH, Enfermagem, Fonoaudiologia, Radiologia, Serviço Social, Recursos Humanos, Segurança do Trabalho, Laboratório e Farmácia. A unidade conta com 120 leitos distribuídos em cirurgia geral, clínica médica, obstétrica e pediátrica, unidade de terapia intensiva (UTI) adulta e neonatal. Realiza ainda exames de laboratório, endoscopia digestiva alta (EDA), mamografia, ultrassonografia (USG), tomografia, radiografia e eletrocardiograma (ECG).
O HRI é o primeiro da região a prestar atendimento através do Acolhimento Com Classificação de Risco (ACCR), isto é, através de um sistema de triagem hospitalar criado pelo Ministério da Saúde, que classifica o paciente conforme a prioridade com relação ao seu risco de saúde. Em outras palavras, ao chegar à Emergência do HRI, os pacientes são submetidos a uma triagem, que define os casos mais graves e prioriza o atendimento. Isso exclui, por exemplo, o risco de um paciente com uma enfermidade mais grave, ser atendido depois de um menos grave, apenas porque este último, chegou ao hospital primeiro. Além de reduzir o tempo de espera, este sistema faz o paciente grave ser atendido imediatamente, sem filas. A classificação é feita com pulseiras de cores diferentes que representam o risco de cada paciente, observando a seguinte determinação: - Pulseira vermelha Emergência (impõe risco de vida imediato); - Pulseira amarela Urgência (agravo de saúde significativo; atendimento em no máximo 2 horas) - Pulseira verde Pouco urgente - Pulseira Azul Não urgente.
É administrado pelas Obras Sociais Irmã Dulce (OSID) desde agosto de 2012. A unidade, vinculada ao governo do estado, por gestão indireta é referência em serviços de saúde de média e alta complexidade para mais de 700 mil habitantes de 38 municípios.